# Thomas Peckett Prest
Thomas Peckett (oder Preskett) Prest (* 13. Mai 1810 in Marylebone; † 5. Juni 1859 in London) war ein britischer Kitsch- und Horrorliteraturverfasser, Journalist und Musiker im Viktorianischen Zeitalter.

## Leben
Er war das dritte Kind und der zweite Sohn von Ann Peckett und William Prest, einem Schmied. Die Familie hatte zuvor in Shoreditch gewohnt, aber Thomas’ Eltern heirateten in der St. Saviour-Kirche in Southwark, die in dem Ruf stand, die Regeln zu ändern und nicht zu viele Fragen zu stellen. William stammt möglicherweise aus North Yorkshire und Ann aus Norfolk, aber abgesehen davon ist sein familiärer Hintergrund unbekannt.
Er lernte Komposition und Schriftsetzer. 1835 arbeitete er für George Drake, 12 Houghton Street, Clare Market, London. Hier bearbeitete und druckte er verschiedene Bücher mit Ausschnitten sowie einige Liederbücher.
Er war ein produktiver Produzent von Heftromanen. Mit James Malcolm Rymer (1815–1889) wird ihm Sweeney Todd, ein fiktiver Barbier als Serienmörder, der in einer Fortsetzungs-Romanserie unter dem Namen The String of Pearls erschienen war, zugeschrieben. Er wird mit James Malcolm Rymer zu den Autoren von Varney the Vampire, einem Vampirroman gezählt. Zu seinen Pseudonymen gehörte Bos, ein absatzfördernder Gleichklang zu Boz, dem Pseudonym von Charles Dickens.
Bevor er zu Edward Lloyds (1815–1890) Verlagsfabrik wechselte, hatte er sich als talentierter Musiker und Komponist einen Namen gemacht.